# John Woodall

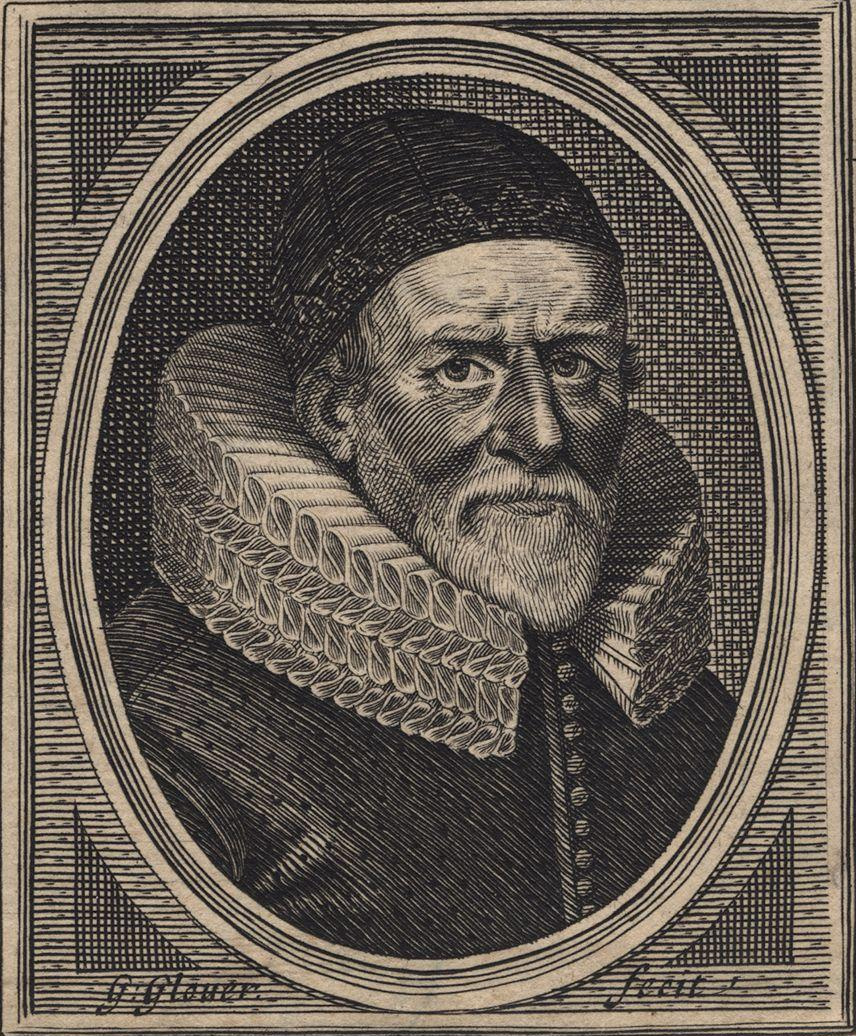
John Woodall, detalj från gravyr av George Glover

John Woodall, född 1570, död 1643, var en engelsk kirurg, kemist, affärsman, lingvist och diplomat. Han gjorde sig en förmögenhet genom att leverera medicinsk materiel till East India Company och Englands militärmakt. Han författade The Surgeon's Mate, vilket blev ett standardverk för skeppsläkare och innehåller avancerade råd gällande behandlingen av skörbjugg. Woodall arbetade bland annat vid St Bartholomew's Hospital, där han var kollega till William Harvey.